# イギリス庶民院議員の辞任
憲法慣習によりイギリスの庶民院議員は辞任が許可されていないため、国王直属の有給の官職に任命され議員資格を失うことで辞任する。この目的のためにチルターン・ハンドレッズ執事、ノースステッド荘園執事が使われている（無給だが有給として擬制される）。
1975年庶民院資格剥奪法が施行されて以降、有給の官職は一般的には議員資格剥奪の対象外であるが、この法律で規定される資格剥奪対象の官職にこれら2つが含まれているため、議員辞職の手段として維持されている。議員辞職のために正規の有給の官職に任命されることは稀であり、1981年にThomas Williamsが判事に任命されたのが最後である。

## 辞任のために使用される官職
総選挙前の辞任を望む議員は資格剥奪対象の官職に任命されることで辞任する。歴史的には、すべての国王直属の有給の官職が使用される可能性があったが、現代で使用されているのは以下の2つだけである。
- チルターン・ハンドレッズ執事
- ノースステッド荘園執事

執事職は無給の閑職で何の責任も負わない。チルターン・ハンドレッズ執事が実際に必要とされたのは16世紀までであり、ノースステッド荘園の主な不動産は1600年に倒壊し居住に適さないとされた。これらは1975年庶民院資格剥奪法などの法律の要件を満たすためだけに名目上の有給の官職として維持されている。
これらの官職を交互に使用することで、議員2人が同時に辞任することも可能である。一度に2人以上が辞任する場合は、同時の辞任ではなく1日を通して分散されるため、短期間でいずれかの官職に就くことができる（アルスター統一党所属議員15人が1985年のアングロ・アイリッシュ協定に抗議して辞任した場合など）。その後、前任者は議員として再選される可能性がある。